# Newmarket Royals
Newmarket Royals var ett kanadensiskt juniorishockeylag som spelade i Ontario Hockey League (OHL) mellan 1992 och 1994. De har dock sitt ursprung från 1969 när Cornwall Royals anslöt sig till det nystartade Ligue de hockey junior majeur du Québec (LHJMQ) och spelade där fram till 1981 när de bytte till OHL. 1992 flyttades Royals till Newmarket i Ontario och blev Newmarket Royals. Det blev dock bara två säsonger där innan de flyttades återigen och den här gången till Sarnia och blev Sarnia Sting.
Royals spelade sina hemmamatcher i inomhusarenan Newmarket Recreational Complex, som har en publikkapacitet på 3 700 åskådare, i Newmarket. De vann varken Memorial Cup eller J. Ross Robertson Cup, som är trofén som ges till det vinnande laget av OHL:s slutspel, under de två säsonger de var aktiva.
Laget har fostrat spelare som bland andra Grant Marshall, Jeremy Stevenson och Ryan VandenBussche.